# 松下洋子
松下 洋子（まつした ようこ、1955年1月22日 - ）は、元プロデューサー。

## 概要
短大を卒業後、商事会社に就職しOLとして勤務。数年で退職しキティ・フィルムにアルバイトとして採用され、その後正式に入社。上司である落合茂一の下、高橋留美子作品をはじめとするキティ製作のアニメーション作品をプロデュース。
キティの不祥事と相前後して、1992年4月より旭通信社（後のADKグループ）に移籍。併せて日本アドシステムズにも所属。メディア・コンテンツ部門コンテンツ本部長補佐兼企画開発局長などの要職を歴任。
2012年1月からはADKの子会社であるエイケンに役員待遇で出向。2013年から2019年まで常務取締役。2015年に同社に転籍。2020年に『ぼのぼの』のプロデューサーを降板し、アニメ業界を退く。

## 参加作品

### キティ・フィルム時代
- めぞん一刻 完結篇（プロデューサー）
- うる星やつら 完結篇（プロデューサー）
- うる星やつら いつだってマイ・ダーリン（プロデューサー）
- らんま1/2シリーズ（プロデューサー）
  - らんま1/2 中国寝崑崙大決戦! 掟やぶりの激闘篇!!（プロデューサー）
  - らんま1/2 決戦桃幻郷! 花嫁を奪りもどせ!!（プロデューサー）
- F-エフ（プロデューサー）

### 旭通信社→ADK/NAS時代
- アイシールド21（企画）
- 赤ずきんチャチャ（プロデューサー）
- あたしンち（プロデューサー）
- RPG伝説ヘポイ（プロデューサー）
- H2（プロデューサー）
- おとめ妖怪ざくろ（企画）
- クッキングパパ（プロデューサー）
- クレヨンしんちゃん（チーフプロデューサー、総合プロデューサー）
  - クレヨンしんちゃん ちょー嵐を呼ぶ 金矛の勇者（チーフプロデューサー）
  - クレヨンしんちゃん オタケベ!カスカベ野生王国（チーフプロデューサー）
  - クレヨンしんちゃん 超時空!嵐を呼ぶオラの花嫁（チーフプロデューサー）
  - クレヨンしんちゃん 嵐を呼ぶ黄金のスパイ大作戦（チーフプロデューサー）
- Get Ride! アムドライバー（企画）
- こちら葛飾区亀有公園前派出所（プロデューサー、番組後期は企画）
  - こちら葛飾区亀有公園前派出所 THE MOVIE（プロデューサー）
  - こちら葛飾区亀有公園前派出所 THE MOVIE2 UFO襲来! トルネード大作戦!!（プロデューサー）
- こどものおもちゃ（プロデューサー）
- 人造昆虫カブトボーグ V×V（エグゼクティブプロデューサー）
- 真・女神転生Dチルドレン ライト&ダーク（企画）
- テニスの王子様シリーズ（プロデューサー→企画）
  - 劇場版 テニスの王子様 二人のサムライ The Forst Game（エグゼクティブプロデューサー）
  - 劇場版 テニスの王子様 跡部からの贈り物　君に捧げるテニプリ祭り（エグゼクティブプロデューサー）
- Dr.リンにきいてみて!（企画）
- ナースエンジェルりりかSOS（プロデューサー）
- パワーパフガールズ（プロデューサー）
- ピアノの森（企画）
- 姫ちゃんのリボン（プロデューサー）
- ふしぎ星の☆ふたご姫（企画）
- ふしぎ星の☆ふたご姫 Gyu!（企画）
- プリキュアシリーズ
  - フレッシュプリキュア!（企画）
  - ハートキャッチプリキュア!（企画）
- 満月をさがして（企画）
- ベイビィ★LOVE（プロデューサー）
- ボンバーマンジェッターズ（企画）
- 毎日かあさん（企画）
- メダロット（プロデューサー）
- メダロット魂（プロデューサー）
- 遊☆戯☆王5D's（企画）
- 妖怪人間ベム -HUMANOID MONSTER BEM-（2006年版、企画）

### エイケン時代
- サザエさん（プロデューサー）[注 1]
- 鉄人28号ガオ!（企画→プロデューサー）
- ぼのぼの（プロデューサー[2]）[注 2]